# 渡辺教具製作所
株式会社渡辺教具製作所（わたなべきょうぐせいさくしょ）は、地球儀などの天文関連教材の製造、販売を行うメーカー。地球儀でのシェアは、日本トップクラスである。
製造している製品は主力の地球儀のほか、星座早見盤、天文グッズ、家庭向けプラネタリウムなどである。

## 沿革
- 1937年:地球儀製作の個人商店として、現在の東京都中央区築地にて創業。
- 1960年:星座早見盤、小型プラネタリウム発売。
- 1962年:株式会社となる。
- 1971年:創業者・渡辺雲晴が勲五等瑞宝章を受賞する。
- 1980年:埼玉県草加市に工場を移転。
- 1991年:草加工場に本社機能を移転。
- 2017年:株式会社リプルーグル・グローブス・ジャパンの地球儀・天球儀の日本国内販売権を譲受する。

## 現在
東海大学情報処理センター（TRIC）が製作した、海と雲のある地図を下にした地球儀なども製作している。これは、気象観測衛星やランドサットから受信した、北半球は概ね4月。南半球は概ね10月の雲の状態を再現したもの（約10年間のデータ受信から得られた、相関データに基づく）。
地球儀製作には実績があり、海外からも研修生などを受け入れている。
現在でも多くの研究者・クリエイターとの開発商品を発売している。
コロナは佐藤オオキのデザインした地球儀。
月球儀KAGUYAはJAXAの月探査機かぐやのデータを基にして作られている。
火星儀MYは宮本英昭東京大学教授の監修による製品。
社屋2階に「ミニ博物館　地球&宇宙」がある。

## その他
地球儀製作に関しては、創業者が築地本願寺の住職から薦められて、その事業を開始したという経緯を持つ。現在では、博物館や科学館、国際交流館などの施設用の大型地球儀も、注文制作に応じている。
日本天文学会の賛助会員企業でもある。